# Olistrophorus
Olistrophorus – rodzaj roztoczy z kohorty Astigmata i rodziny Listrophoridae.

## Taksonomia
Takson ten został opisany w 1972 roku przez Burrusa McDaniela i Johna Whitakera. Jego gatunkiem typowym został Olistrophorus cryptotae. W 1978 Alex Fain zsynonimizował ten rodzaj z Asiochirus. W 1981 ten sam autor wyniósł go z powrotem do rangi rodzaju, zaliczając do niego jeszcze 4 gatunki. W 2010 roku Andre Bochkov przeniósł do niego podrodzaj Mexicochirus, pierwotnie opisany jako podrodzaj Asiochirus.

## Opis
Roztocze te mają stosunkowo krótkie jak na przedstawicieli rodziny ciało, 2 do 2,5 razy dłuższe niż szersze. Wierzch idiosomy niecałkowicie pokryty tarczkami. Na tarczce preskapularnej obecne dwa grzybokształtne wyrostki, położone przednio-bocznie, a jej przednia krawędź prosta. Na dobrze rozwiniętej tarczce postskapularnej nie występują podłużne przepaski ani niezesklerotyzowane okienko miękkiego oskórka. Zewnętrzne szczecinki skapularne (se) nitkowate. U samic tarczka hysteronotalna zlana z postskapularną lub całkiem nieobecna. U samców szczecinka regionu H hysterosomy oznaczona h2 jest krótka i zbliżonej długości co h3 lub dwukrotnie od niej dłuższa.
Należy tu 7 dotąd opisanych gatunków:
- Olistrophorus (Olistrophorus) McDaniel et Whitaker, 1972
  - Olistrophorus blarinae (Fain et Hyland, 1972)
  - Olistrophorus crocidurae (Fain, 1976)
  - Olistrophorus cryptotae McDaniel et Whitaker, 1972
  - Olistrophorus guatemalensis (Fain, 1978)
  - Olistrophorus platacanthomys (Fain, 1970)

- Olistrophorus (Mexicochirus) (Fain et Estebanes, 1996)
  - Olistrophorus bilobatus (Fain et Estebanes, 1996)
  - Olistrophorus unilobatus (Fain et Estebanes, 1996)